# Litauisk-vitryska SSR
Litauisk-vitryska socialistiska sovjetrepubliken, även kallad Litbel, var en delrepublik inom postrevolutionära Ryssland från 27 februari 1919 till 25 augusti 1919. Litbel skapades genom en sammanslagning av Litauiska SSR och Vitryska SSR och var ett försök att skapa en sovjetrepublik inom det forna storfurstendömet Litauens gränser.
Ursprungligen var Vilna (Vilnius) republikens huvudstad men efter att denna stad erövrats av Polen blev Minsk huvudstad i april, och sedan Smolensk i augusti. Den 25 augusti upplöstes republiken större delen av dess territorier erövrats av Polen, Ententen, det icke-kommunistiska Litauen och Tyska riket. Litbels område delades 1920 mellan Polen (med bland annat Litauens nuvarande huvudstad Vilnius) och Ryssland (Vitryska SSR).